# رو مار
رو مار یک ستاره است که در صورت فلکی مار قرار دارد.